# Държаново
Държаново е бивше село в Югозападна България, разположено на територията на община Сандански, област Благоевград.

## География
Селото се е намирало по горното течение на Държановската река в югозападното подножие на Пирин под рида Чеира, на десет километра северно от Мелник между селата Горна Сушица от юг, Любовка от запад и Долени от изток.

## История

### В Османската империя
Селото е основано според преданията през XVII век от преселници от равнината, които се заселили в пет махали, но постепенно остава единствено централната махала Задържана, която дава името на селото. Държан е споменато в данъчни регистри от 1650 и 1660 година.
В „Етнография на вилаетите Адрианопол, Монастир и Салоника“, издадена в Константинопол в 1878 година и отразяваща статистиката на населението от 1873 Държане (Dërjané) е посочено като село в Мелнишка каза с 32 домакинства и 110 жители българи.
Към 1900 година според статистиката на Васил Кънчов („Македония. Етнография и статистика“) в Държаново (Държани) живеят 210 души, всички българи-християни.
В началото на XX век селото е под върховенството на Българската екзархия. По данни на секретаря на екзархията Димитър Мишев („La Macédoine et sa Population Chrétienne“) през 1905 година в Държаново (Derjanovo) има 200 българи екзархисти.
В 1902 година Яне Сандански основава в селото комитет на ВМОРО. В 1908 година в селото е открито начално училище.
Селото е освободено от османска власт през октомври 1912 година по време на Балканската война от Седма рилска дивизия. Един човек от Държаново се включва като доброволец в Македоно-одринското опълчение.

### В България
След Междусъюзническата война в 1913 година селото остава в България. След образуването на ТКЗС през 1957-1958 година населението на Държаново се изселва изцяло и се заселва основно в Склаве, Гара Делчево и Сандански. Селото е заличено от списъка на населените места в 1960 година.
През 1960 година отец Ангел Столинчев посещава селото и пише за него:
| „ | Преди две години цялото село Държаново се изсели в близките полски села, предимно в с. Склаве. Селото е напуснато и запустело. Къщите са оставени на произвола и много от тях се рушат от самите им стопани, за да използват материала им при построяването на новите си къщи в новите си поселища. Селото представлява жалка картина. Изпорутени къщи, изкъртени врати и прозорци, чиито дупки зеят зловещо, всичко обраснало в бурени и станало убежище на змии и гущери. | “ |

Преброявания
- 1920 – 171 души
- 1926 – 189 души
- 1934 – 224 души
- 1946 – 246 души
- 1956 – 260 души[1]

## Успение Богородично
Основна забележителност на Държаново е църквата „Успение на Пресвета Богородица“, която е обявена за паметник на културата. Строена е в 1885 година, а иконостасът ѝ вероятно е рисуван от Лазар Аргиров.

## Личности
Родени в Държаново
- Панчо Тодоров (1861/1867 – ?), македоно-одрински опълченец, четата на Дончо Златков, 3 рота на 13 кукушка дружина[9]